# Magnavox Odyssey
Magnavox Odyssey var den första spelkonsolen för hemmabruk, släppt av företaget Magnavox 1972 i USA. Konsolen designades av Ralph H. Baer. Ralph H. Baer gjorde även den första "pistolen" till ett tv spel, där man sköt med pistolen mot pixlar i tv:n, en uppfinning som var flera år före sin tid.

## Teknologi
Odyssey var en hybrid mellan analog och digital teknik, den gick på batterier och saknade helt ljud.
Systemet använde en sorts primitiva spelkassetter för att möjliggöra olika spel. Dessa innehöll dock ingen elektronik utan en uppsättning "brytare" som talade om för konsolen hur spelets logik fungerade. Med systemet såldes även transparenta plastöverdrag som sattes på TV-rutan för att ge en färgliknande grafik.

## Pong
Ett av spelen till Odyssey var "Tennis". Detta var en föregångare till Ataris Pong och andra liknande spel. Eftersom Magnavox hade patentskydd på konceptet stämde de Nolan Bushnell och flera andra konsolföretag.

### Fotnoter
1. ↑  Behrang Behdjou (3 maj 2014). ”Retrospel når ny level” (på svenska). Dagens nyheter. http://www.dn.se/spel/spel-hem/retrospel-nar-ny-level/. Läst 24 maj 2017.